# Lúcia Murat
Lucia Maria Murat de Vasconcellos (Rio de Janeiro, 24 de outubro de 1948) é uma cineasta brasileira e ex-integrante da luta armada contra a ditadura militar no Brasil (1964-1985).

## Biografia
Filha de um médico ligado a saúde pública, entrou para a faculdade em 1967 e como estudante de economia participou do movimento estudantil; com a edição do AI-5, em dezembro de 1968, entrou para a luta armada integrando o MR-8. Presa pela repressão do regime em 1971, passou três anos e meio encarcerada na Vila Militar e no Presídio Talavera Bruce no Rio de Janeiro. A experiência da prisão e das torturas durante a ditadura militar exerceu forte influência em sua obra. Seu longa-metragem Que Bom Te Ver Viva (1989) é um compêndio de histórias, relatos e lembranças dos tempos de prisão. Em 2004, retomou o tema com Quase Dois Irmãos, que lhe valeu o Prêmio de Melhor Filme Ibero-Americano do júri oficial e de Melhor filme do júri popular do Festival Internacional de Cinema de Mar del Plata.
Em 2011, ganhou diversos prêmios no Festival de Gramado com o filme Uma Longa Viagem,  que narra as viagens do irmão da diretora ao redor do mundo na década de 1970, enquanto ela estava presa durante a ditadura militar . Em 2013 lançou A Memória que me Contam, mais uma obra sobre os Anos de Chumbo.
A premiada cineasta Lúcia Murat em entrevista ao Estúdio CBN na Rádio CBN dialoga com a âncora sobre o filme O Mensageiro (2023) que é baseado em uma história real referente ao período em que ficou presa no DOI-CODI no contexto da ditadura civil-militar.

## Filmografia
- O Mensageiro (2023)[6]
- Ana. Sem Título (2020)[7]
- Praça Paris (2018)[8][9]
- A Nação Que Não Esperou por Deus (2015) [10]
- A Memória que me Contam (2013) [11]
- Uma Longa Viagem (2011)
- Maré, Nossa História de Amor (2007)
- Olhar Estrangeiro (2006)
- Quase Dois Irmãos (2004)
- Brava Gente Brasileira (2000)[12]
- Doces Poderes (1997)
- Oswaldianas (1992) (segmento "Daisy das Almas Deste Mundo")[13]
- Que Bom Te Ver Viva (1989)[14]
- O Pequeno Exército Louco (1984)